# 李顺桃
李顺桃（1946年4月—），男，汉族，上海人，中华人民共和国政治人物，中国共产党党员，曾任中华见义勇为基金会副理事长、第十一届全国政协委员。

## 生平
2008年，当选第十一届全国政协委员，代表社会福利和社会保障界，分入第四十八组。并担任社会和法制委员会专委。